# Ян Колодзей
Ян Колодзей (пол. Jan Kołodziej, * 9 грудня 1906, Стрий — † квітень 1944, Варшава) — польський атлет і боксер у легкій вазі. Віце-чемпіон Польщі з боксу у легкій вазі 1932 року. Банківський клерк і підприємець. Боровся як один з львівських орлят. Член Стрілецького союзу.

## Біографія

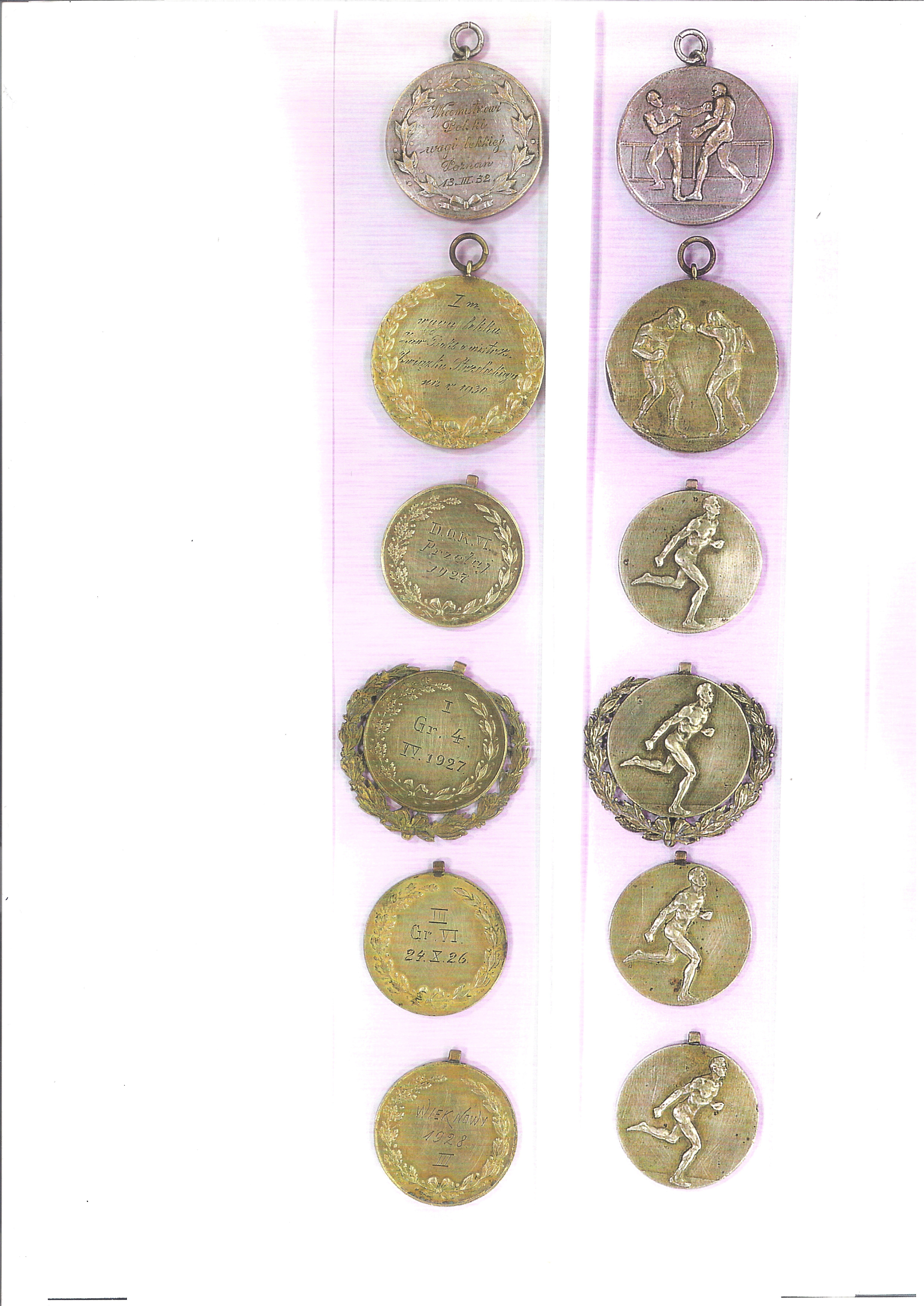
віце-чемпіон Польщі з боксу у легкій вазі 13 березня 1932 року, Познань; 1 місце в легкому класі змагань з боксу на чемпіонат з стрілецького клубу на 1930 рік; Нове століття 1928 III; I O.K. VI Біг по пересіченій місцевості 1927; I Gr. 4 IV 1927; III Gr. VI 24 X 1926.

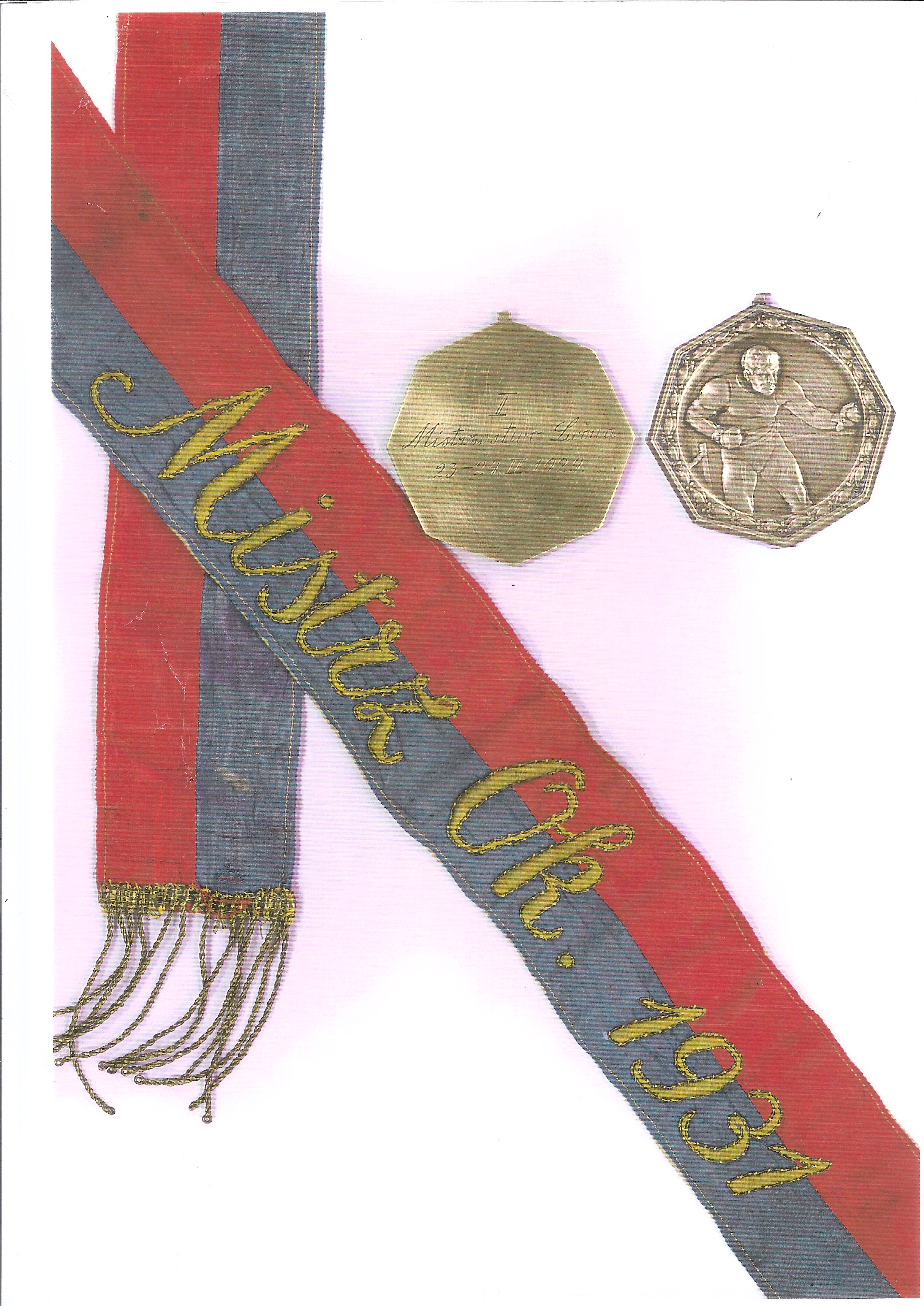
Чемпіонський пояс Ok. 1931 і медаль за 1 місце Чемпіонату з бою у Львові 23-24 лютого 1929 року.

Ян Колодзей закінчив коледж зовнішньої торгівлі (з 1937 року Академія зовнішньої торгівлі, тепер Львівський торговельно-економічний університет) у Львові. До Другої світової війни він працював службовцем в одному з банків Гдині і володів спортивним магазином в Оксіві (район в Гдині). У 1939 р. О 4 ранку Колодзей та його дружина були вигнані з квартири в Гдині. Він втратив все, переїхав до Варшави, де трагічно закінчилося його життя. Він був застрелений біля власного будинку. Колодзей був похований на Повонзківському цвинтарі. Через пожежу записів кладовища інформація про точне  поховання втрачена. Символічна могила знаходиться на Броднівському цвинтарі.

## Особисте життя
Ян Колодзей народився від Анджея та Хелени. Він одружився з Мірандою (Мірою) Нагальською, і у них була дочка Анна. Колодзеї жили на вулиці Домса у Львові. Пізніше він переїхав на вул. Святого Іоанна, 104, в Гдині, і врешті-решт до Саска Кепа в Варшаві.

## Медалі
- Представляючи Чарні (Львів) став віце-чемпіон Польщі з боксу у легкій вазі 13 березня 1932 року, Познань;
- Чемпіон Ok. 1931 (пояс);
- 1 місце в легкому класі змагань з боксу на чемпіонат з стрілецького клубу на 1930 рік;
- Чемпіон чемпіонату з боїв у Львові 23-24 лютого 1929 року;
- Нове століття 1928 III;
- I O.K. VI Біг по пересіченій місцевості 1927;
- I Gr. 4 IV 1927;
- III Gr. VI 24 X 1926.

## Нагороди
- Почесна військова нагорода "Львівські орлята".